# Abakan Eir
Abakan Eir sp. z o.o. (ros. ООО Абакан Эир) – rosyjskie linie lotnicze z portami bazowania Abakan i Psków, realizujące lokalne połączenia lotnicze. 
W marcu 2021 linie dyspononowały jednym samolotem Ił-76T i trzema Ił-76TD, a także czterema śmigłowcami Mi-26T, dwoma Mi-8AMT, sześcioma Mi-8MTW-1 oraz czterema Mi-8T.